# Central Pennington (Dakota del Sur)
Central Pennington es un territorio no organizado ubicado en el condado de Pennington en el estado estadounidense de Dakota del Sur. En el Censo de 2010 tenía una población de 13643 habitantes y una densidad poblacional de 70,53 personas por km².

## Geografía
Central Pennington se encuentra ubicado en las coordenadas 44°6′34″N 103°19′43″O / 44.10944, -103.32861. Según la Oficina del Censo de los Estados Unidos, Central Pennington tiene una superficie total de 193.43 km², de la cual 193.36 km² corresponden a tierra firme y (0.04%) 0.08 km² es agua.

## Demografía
Según el censo de 2010, había 13643 personas residiendo en Central Pennington. La densidad de población era de 70,53 hab./km². De los 13643 habitantes, Central Pennington estaba compuesto por el 90.35% blancos, el 0.65% eran afroamericanos, el 4.33% eran amerindios, el 0.67% eran asiáticos, el 0.07% eran isleños del Pacífico, el 0.67% eran de otras razas y el 3.27% pertenecían a dos o más razas. Del total de la población el 3.14% eran hispanos o latinos de cualquier raza.